# Serra de Arraiolos
A serra de Arraiolos, como o nome indica, localiza-se na zona de Arraiolos, e atinge o seu ponto mais alto a 412 metros de altitude. Os pontos mais altos são o Castelo de Arraiolos (412) e o Outeiro de S.Pedro - Arraiolos (399m). Entre a serra existe o vale Flor a 200m de altitude que termina no cume da Laranjeira (355m) onde se localiza a Aldeia da Serra. Este vale é atravessado pelo rio Divor. É uma das zonas com as temperaturas mais extremas da região, bastante quente no verão e muito fria no inverno, sendo a neve, o gelo e as geadas acontecimentos entre Dezembro e Março.
Há registo de queda de neve na serra nas cotas acima dos 200m nos dias 29 de Janeiro de 2006, 19 de Novembro de 2007, 8 de Janeiro de 2008, 10 de Janeiro e 21 de Janeiro de 2009, 10 de Janeiro, 21 de Janeiro, 12 de Fevereiro e 9 de Março (nas zonas mais altas) de 2010, sendo 2010 o ano com mais ocorências e o de 2006 com o maior nevão, este que acumulou até 20cm de neve.